# Dacia 1300
El Dacia 1300 es un Renault 12 fabricado bajo licencia de la marca francesa en Mioveni, Rumanía, y que estuvo en producción hasta el año 2006, acumulando un total de unas 1.959.730 unidades.

## Historia

### Modelo inicial
La firma Dacia adquirió de Renault la maquinaria necesaria y gran parte de los planos del diseño básico del Renault 12. La mayoría de los automóviles resultantes fueron vendidos a los consumidores en los países del antiguo bloque comunista. En algunos mercados de exportación, el coche fue conocido como el Dacia Denem.
Ciertos cambios estéticos menores fueron realizados durante los años en que duró en producción, todo ello en un esfuerzo para aumentar el interés del público en la compra de un coche que se vendía y se promocionó cada vez que cierto aspecto era modificado como un modelo nuevo, pero las principales características del diseño del coche original siguieron manteniéndose año tras año, lo que le hizo rápidamente obsoleto: la mayor parte de las mejoras tecnológicas realizadas durante los años en el que dicho automóvil fuera producido, tales como el aire acondicionado y el antibloqueo de frenos, nunca se ofrecieron de serie, haciéndolo poco competitivo salvo en su mercado local.

### Variantes reproducidas
En 1975, se sumó a la producción una furgoneta de cuatro puertas, y  luego saldría al mercado una variante pickup de cabina simple, algunas versiones de carga incorporaban tracción a las cuatro ruedas.
La licencia de producción para el Renault 12 caducó en 1978, lo que obligó a Dacia el modificar varias de las piezas y otros aspectos de la carrocería para poder seguir fabricándolo. Se introdujeron cambios para modificar su apariencia, sin dejar su esencia de lado (entre 1979 y 1981 siguió siendo el mismo coche de la Renault pero con frontal y otros cambios menores) hasta que a mediados de ese año se presentó el Dacia 1310, con faros dobles faros circulares, en vez de los cuadrangulares del modelo francés original.
En 1983, la pickup de cabina simple fue renombrada como la "Dacia 1304", y se ofreció una variante con paneles laterales desmontables, el "Dacia 1305". Un coupé de dos puertas, el "Dacia1410 Sport", fue vendido entre los años 1983 y 1992, y un hatchback de cinco puertas ("Dacia 1320", luego reesignado como "Dacia 1425") se comercializaría entre 1988 y 1996, más tarde; se añadieron dos versiones económicas y de alta gama con los nombres "Dacia 1210" y "Dacia 1410".
En la década de 1990, las versiones de alta gama tendrían elementos de equipamiento como parachoques del mismo color que la carrocería, reposacabezas traseros, radiocasete, y tapacubos de plástico.

### Últimos modelos
En 1992, se agregó un pickup doble cabina y más tarde una furgoneta. Los modelos sufrieron severos retoques en su exterior siendo reestilizados en 1994, y luego al año siguiente. La última reestilización fue en 1998, la cual fue sucedida por una serie de producción especial, denominada "Dedicatie", la cual poseía accesorios que nunca tuvo en sus series de producciones previas, los que consistían en elementos tales como elevalunas eléctricos, servodirección, y llantas de aleación ligera. Las últimas berlinas y familiares, se fabricaron el 12 de julio de 2004, y las últimas furgonetas y pickups el 8 de diciembre de 2006.

## Variantes

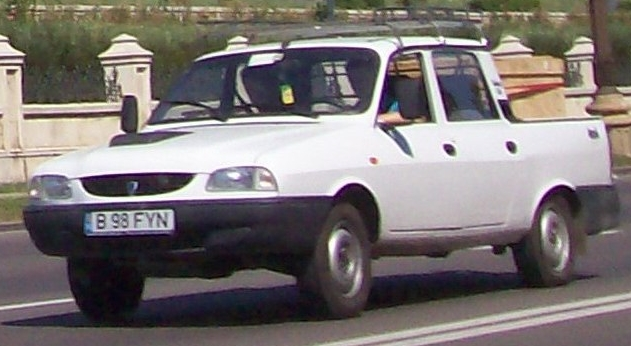
Dacia Pickup.

Además de la versión original, también hubo una versión de tipo comercial, el Dacia 1302. Las versiones berlina y familiar se pusieron en venta en 1969 y 1972 con el nombre Dacia 1300.
- 1210 - Versión económica
- 1300 - Versión original
- 1302 - Camioneta
- 1300F - Primera versión de furgoneta
- 1307 - Furgoneta de carga
- 1309
- 1310
- 1320
- 1410 - Versión "SuperLuxe", equipada con motor de 2 litros de cilindrada
- 1425 - Coupé con 3 y 5 puertas

## Motores
| Referencia  | Cilindrada | Tipo            | Potencia                         | Velocidad punta          | Aceleración (0–100 km (mi)/h) |
| ----------- | ---------- | --------------- | -------------------------------- | ------------------------ | ----------------------------- |
| 103.00 1210 | 1,185 cc   | OHV, 8 válvulas | 48 caballos (36 kW) a 5250 rpm   | 135 kilómetros (84 mi)/h | 20,2 s                        |
| 810.99 1300 | 1,289 cc   | OHV, 8 válvulas | 54 caballos (40 kW) a 5250 rpm   | 140 kilómetros (87 mi)/h | 17,5 s                        |
| 102.00 1410 | 1,397 cc   | OHV, 8 válvulas | 61,5 caballos (46 kW) a 5250 rpm | 145 kilómetros (90 mi)/h | 17,0 s                        |
| 1.4 Li 1410 | 1,397 cc   | OHV, 8 válvulas | 61,5 caballos (46 kW) a 5500 rpm | 142 kilómetros (88 mi)/h | 17,0 s                        |
| 1.6         | 1,557 cc   | OHV, 8 válvulas | 72 caballos (54 kW) a 5000 rpm   | 150 kilómetros (93 mi)/h | 15,6 s                        |